# McAfee VirusScan
Pour les articles homonymes, voir McAfee (homonymie).
McAfee VirusScan est un logiciel antivirus pour les systèmes d'exploitation Windows, Mac, Linux et Unix édité par la société américaine McAfee.
Le logiciel est décliné en trois versions :
- McAfee Antivirus Plus ;
- McAfee Internet Security : qui offre en plus une protection antispam et un contrôle parental ;
- McAfee Total Protection : solution complète de sécurité incluant une défense du réseau personnel et une protection améliorée contre les sites Internet dangereux.

## Rachat de McAfee par Intel
Le 19 août 2010 Intel a annoncé avoir conclu un accord définitif du rachat de la société pour la transformer en Intel Security. Cette acquisition sera effective courant de l'année 2011.
5 ans plus tard, en septembre 2016,  Intel cède sa position majoritaire au fonds d'investissement TPG.